# Amerikaanse presidentsverkiezingen 1796
De Amerikaanse presidentsverkiezingen van 1796 waren de eerste die door twee kandidaten van verschillende partijen werd bestreden. De zittende president George Washington stelde zich niet herkiesbaar en hij schiep hiermee een precedent dat slechts door Franklin Roosevelt niet werd nagekomen vooraleer een amendement op de grondwet presidenten wettelijk aan een maximum van twee volle termijnen bond. De strijd ging hoofdzakelijk tussen John Adams, Washingtons vicepresident van de Federalist Party, en Thomas Jefferson, een van de belangrijkste auteurs van de Amerikaanse onafhankelijkheidsverklaring, die de Democratisch-Republikeinse Partij vertegenwoordigde.
John Adams had als beoogd vicepresidentskandidaat Thomas Pinckney, oud-gouverneur van South-Carolina,  terwijl Jeffersons running mate Aaron Burr, senator voor New York, was. 

## Campagne
De campagne werd zwaar bevochten, in tegenstelling tot die van 1789 en 1792 waar de uitslag al van tevoren vaststond. De kandidaten zelf trokken zich terug op hun landgoederen en lieten de campagne over aan hun partijgenoten. 
De Democratisch-Republikeinse Partij voerde met name campagne tegen de in hun ogen té pro-Britse Federalisten terwijl omgekeerd de Federalisten de tegenpartij als pro-revolutionair Frans beschouwden. Het met het oude moederland gesloten Jay's Treaty werd hierbij een belangrijk punt van campagne voor de Democratisch-Republikeinen.
De Federalistische voorman Alexander Hamilton voerde onder een schuilnaam campagne voor Pinkney als vice-president, in de hoop dat die meer kiesmannen zou behalen dan Adams en dan met steun van de Democratisch-Republikeinen tot president zou worden gekozen.

## Resultaat
Het uiteindelijke resultaat was echter,  dat Adams nipt als winnaar uit de bus kwam, maar dat niet Pinckney, maar Jefferson tot vicepresident werd gekozen. De marge van overwinning was 71-68 stemmen in het kiescollege. Pinckney kreeg slechts 59 kiesmannen achter zich. Het was de eerste en enige maal dat kandidaten uit verschillende partijen tot de twee hoogste ambten in het land werden gekozen.
Om deze situatie in de toekomst tegen te gaan werd in 1804 het Twaalfde amendement op de Amerikaanse grondwet geratificeerd.

## Presidentskandidaten

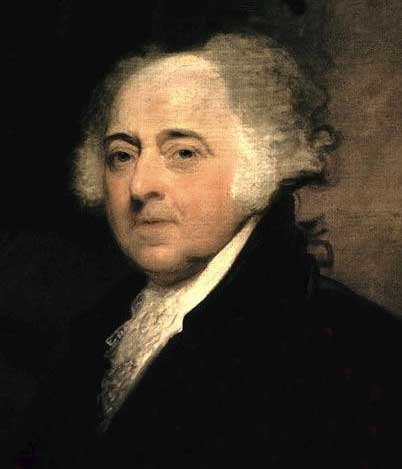
Vicepresident John Adams uit Massachusetts Federalistische Partij
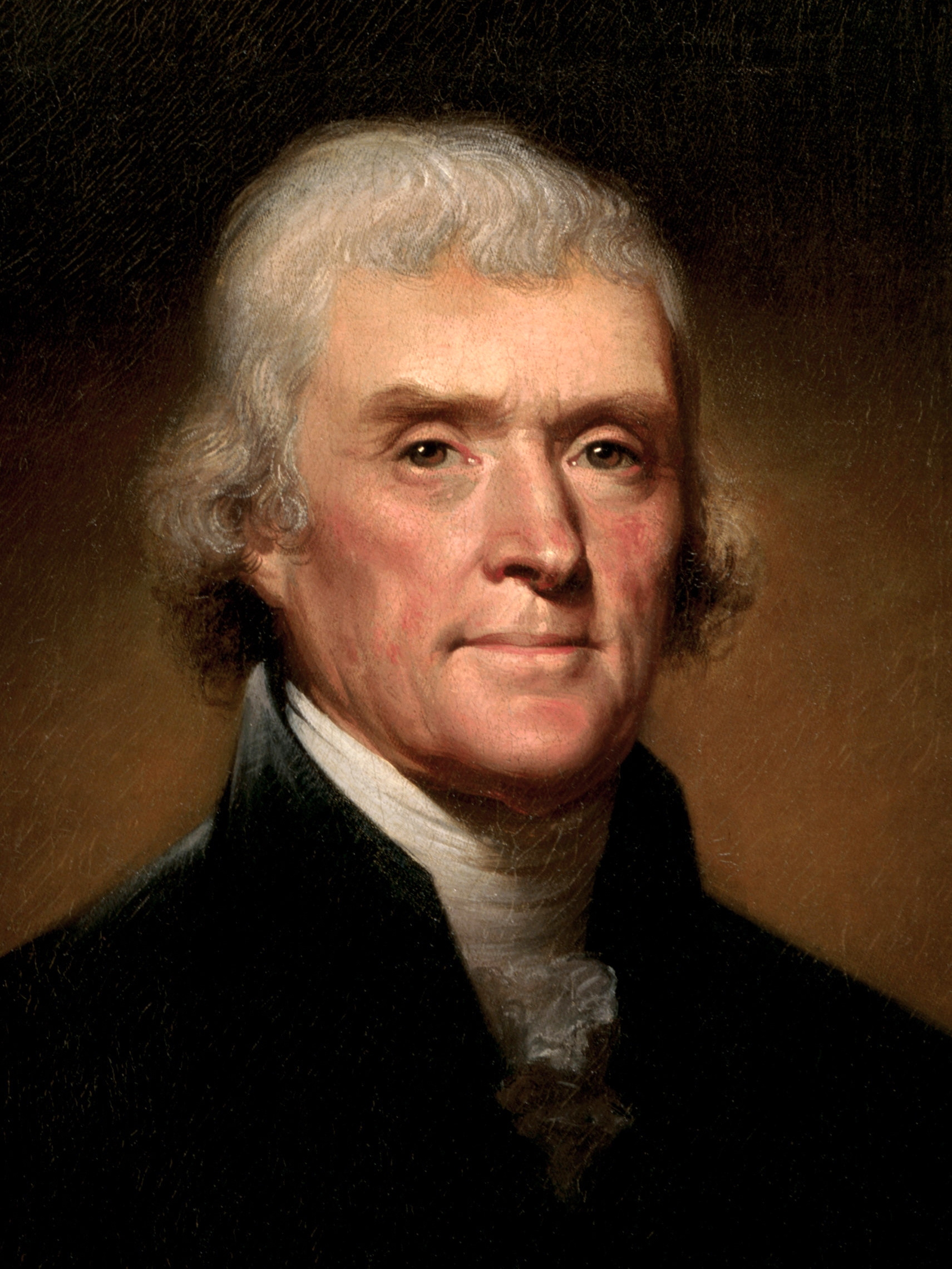
Voormalig Minister van Buitenlandse Zaken Thomas Jefferson uit Virginia Democratisch- Republikeinse Partij

## Uitslag
| Kandidaat        | Partij                            | Kiesmannen | PercentageZie voetnoot |
| ---------------- | --------------------------------- | ---------- | ---------------------- |
| John Adams       | Federalistische Partij            | 71         | 51,4%                  |
| Thomas Jefferson | Democratisch-Republikeinse Partij | 68         | 49,3%                  |
| Thomas Pinckney  | Federalist Party                  | 59         | 42,8%                  |
| Aaron Burr       | Democratisch-Republikeinse Partij | 30         | 21,7%                  |
| Samuel Adams     | Federalist Party                  | 15         | 10,9%                  |
| Oliver Ellsworth | Federalist Party                  | 11         | 8,0                    |
| George Clinton   | Democratisch-Republikeinse Partij | 7          | 5,1%                   |
| Overige          | -                                 | 15         | 10,9%                  |
| Totaal           | -                                 | 276        | 200%                   |

Voetnoot: De percentages in deze kolom zijn gebaseerd op de twee stemmen die elke kiesman uitbracht en zijn daardoor bij elkaar opgeteld 200%
| Naam            | John Adams             | Thomas Jefferson (Werd vicepresident) |
| Partij          | Federalistische Partij | Democratisch-Republikeinse Partij     |
| Thuisstaat      | Massachusetts          | Virginia                              |
| Running mate    | Thomas Pinckney        | Aaron Burr                            |
| Kiesmannen      | 71                     | 68                                    |
| Gewonnen staten | 9                      | 7                                     |
| Aantal stemmen  | 35,726                 | 31,115                                |
| Percentage      | 53.4%                  | 46.6%                                 |